# Louis Auguste Germain de Montforton
Pour les autres membres de la famille, voir Auguste-Jean Germain de Montforton.
Pour les articles homonymes, voir Germain.
Louis Auguste Constance Albert Germain de Montforton (5 août 1815 à Paris - 22 septembre 1883 à Paris), 2e comte de Montforton, est un homme politique français de la monarchie de Juillet.

## Biographie
Fils du comte Germain de Montforton, il entra dans la diplomatie sous le gouvernement de Louis-Philippe Ier et parvint aux fonctions de ministre plénipotentiaire.
Admis à sièger à la Chambre des pairs par droit héréditaire en remplacement de son père décédé, il ne se fit pas remarquer et rentra dans la vie privée à la révolution de 1848.

### Vie familiale
Fils de Auguste-Jean Germain de Montforton (8 décembre 1786 - Paris † 26 avril 1821 - Paris), Pair de France, et petit-fils du comte César Louis Marie François Ange d'Houdetot, il est le frère jumeau de Louise Amable Caroline Albertine (5 août 1815 - Paris ✝ 18 janvier 1862 - Paris Ier), mariée le 24 février 1838 (Paris) avec Maximilien Sébastien Auguste Arthur Louis (dit Fernand) (20 juin 1815 - Ham ✝ 1er novembre 1871 - Compiègne), 2e comte Foy (fils de Maximilien Sébastien Foy), ministre plénipotentiaire, pair de France (1831), dont postérité.
Il ne se maria pas n'eut pas descendance.

## Titres
- Comte héréditaire.

## Règlement d'armoiries
« Armes de Pair de France : D'azur à la tour d'or ; parti d'azur à la barre d'argent, chargée d'un lion passant de gueule et accostée de deux alérions du même., Devise: JUSTICE ET LIBERTÉ. »